# リリアン・D・ロック
リリアン・D・ロック(Lillian D. Rock, 1896年～1974年)はアメリカの弁護士、政治活動家。ロックは1935年に発足した League for a Woman President and Vice President の設立者として知られる。

## 生涯

### 誕生から活動初期
リリアン・D・ロックは、1896年8月6日にニューヨーク市でジョエル・ロックとアイダ・リビー・グロスの間に生まれた。 
高校卒業後、ブルックリン・ロースクールに入学する前に学士号を取得し、1923年に卒業した。1925年にニューヨーク州の司法試験に合格し、ニューヨーク市の法律事務所 Rock and  Rock を兄であるナサニエルと共に開業した。二人は10年以上にわたって実務を続け、彼らの情報によれば5,000件以上のケースを処理したという。 

### 政治活動
ロックは全米女性弁護士協会で活動していた。
1935年、ロックは政治団体である League for a Woman President and Vice President を設立した。この組織は、1940年までに党のトップの役職の1つまたは両方に女性を指名するよう、アメリカの主要な政党の1つを説得することを目標としていた。 

## 著作
- "The Need for and the Purpose of the National Association of Women Lawyers," Women Lawyers' Journal, vol. 18 (1930), pp. 15–17.